# Шкрянче-при-Новем Месту
Шкрянче-при-Новем Месту (словен. Škrjanče pri Novem mestu) — поселення в общині Ново Место, регіон Південно-Східна Словенія, Словенія.